# Gayon
Gayon é uma comuna francesa na região administrativa da Nova Aquitânia, no departamento dos Pirenéus Atlânticos. Estende-se por uma área de 4,05 km². Em 2010 a comuna tinha 56 habitantes (densidade: 13,8 hab./km²).